# Aérospatiale AS350 Écureuil

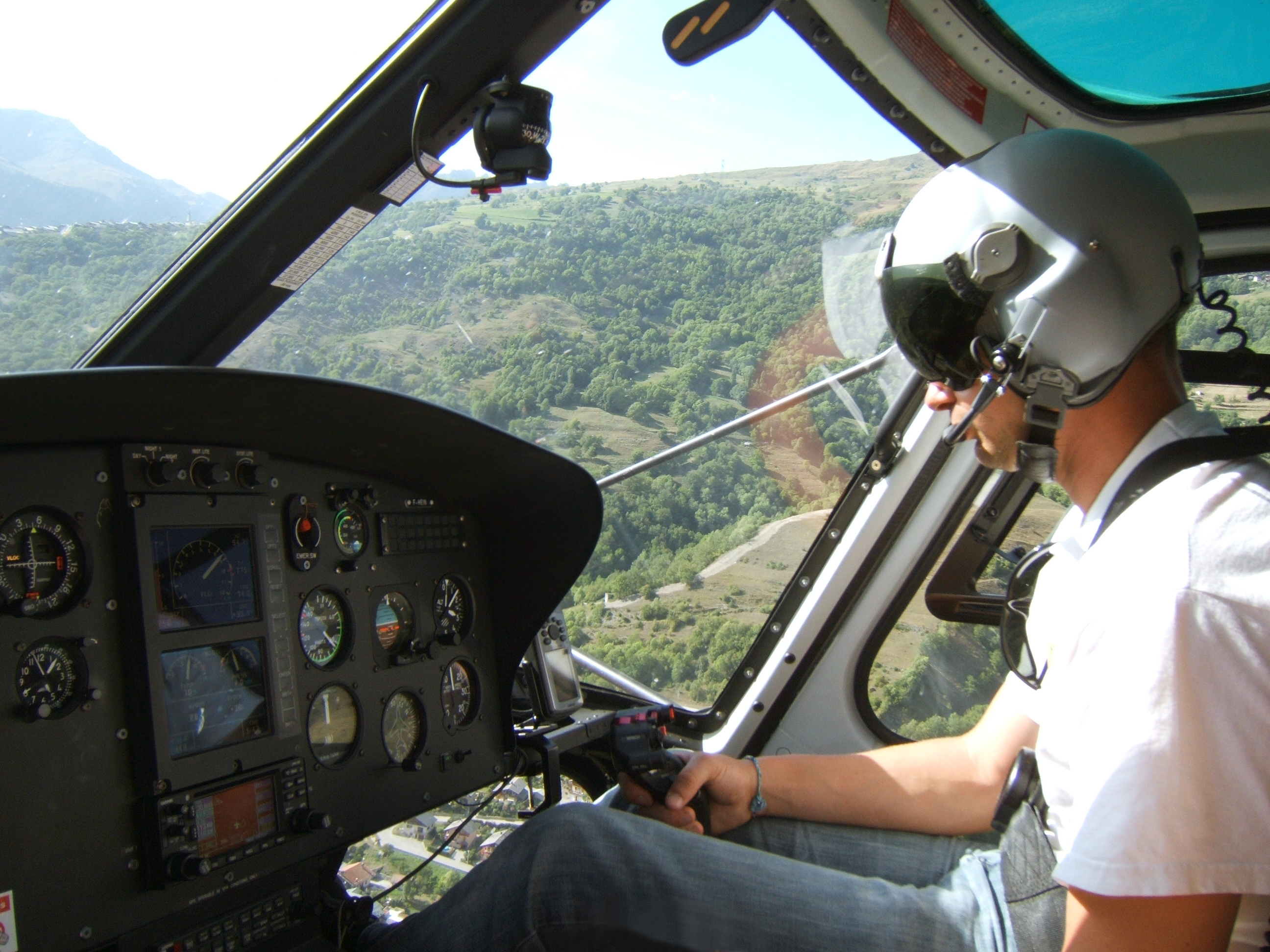
Pilote aux commandes d'un H125 Écureuil.

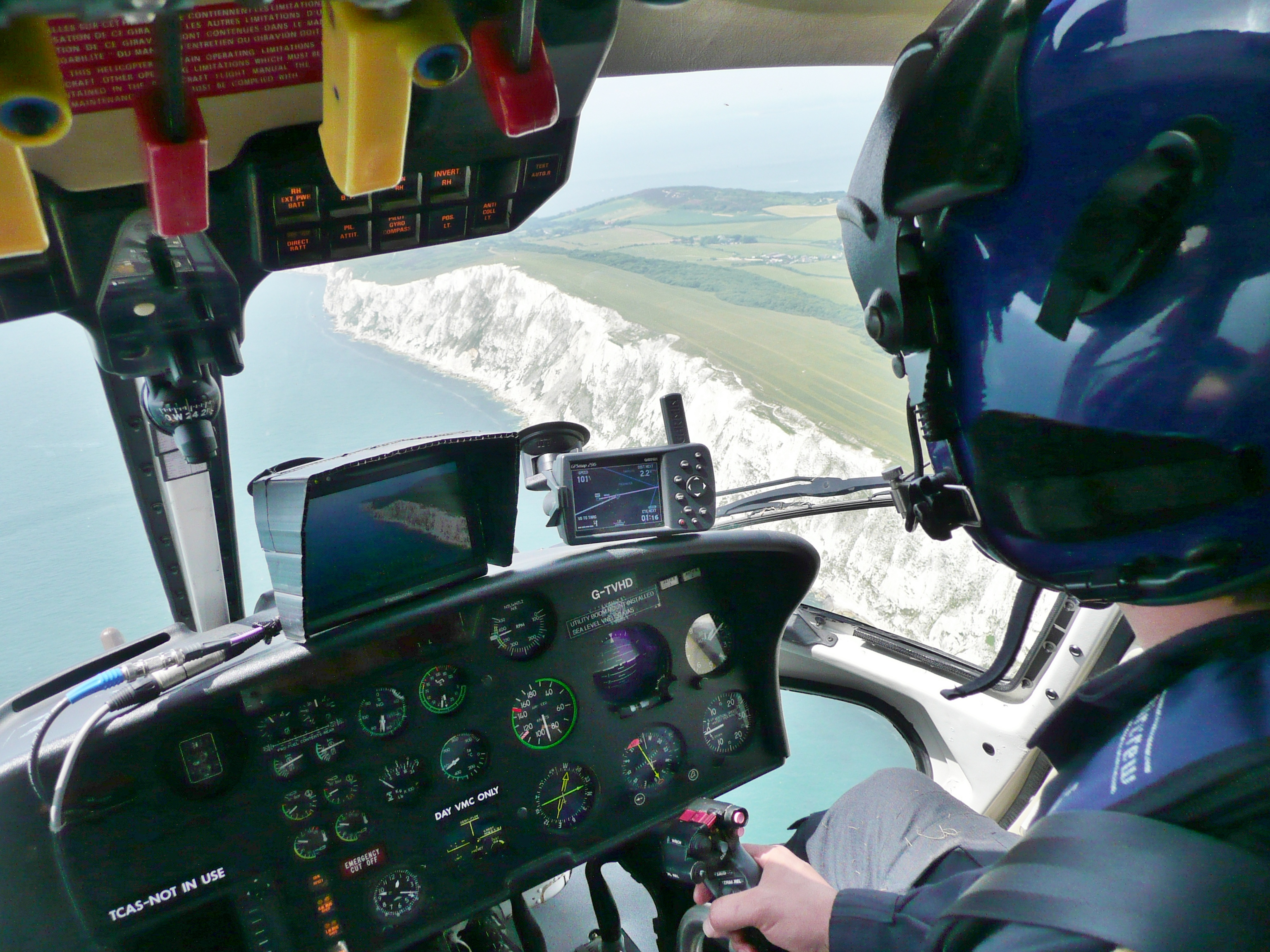
Vue à l'intérieur de la cabine d'un "Écureuil" de la BBC News volant au-dessus des côtes de Douvres.

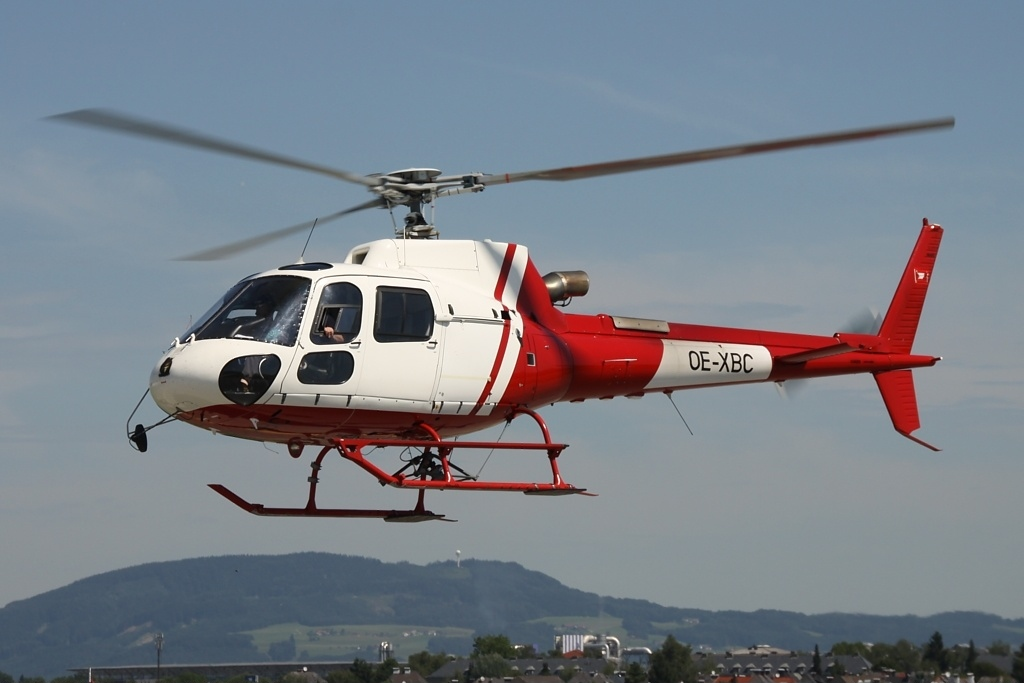
Un Écureuil AS350-B3 à Salzbourg en Autriche.

Pour les articles homonymes, voir Écureuil (homonymie) et Eurocopter Écureuil.
H125 Écureuil
 (août 2023).
Si vous disposez d'ouvrages ou d'articles de référence ou si vous connaissez des sites web de qualité traitant du thème abordé ici, merci de compléter l'article en donnant les références utiles à sa vérifiabilité et en les liant à la section « Notes et références ».
L'Airbus Helicopters H125 (anciennement Aérospatiale AS350 Écureuil) est un hélicoptère léger polyvalent développé par Aérospatiale en 1974 ayant la particularité d'être le premier hélicoptère utlisant un moyeu de rotor sans articulation "Starflex", puis produit par Eurocopter à partir de janvier 1990 et Airbus Helicopters depuis janvier 2014.
Cet appareil, qui a la particularité d'avoir été développé en versions mono et biturbine, est commercialisé aux États-Unis sous l'appellation AStar (AS350 monoturbine) ou TwinStar (AS355 biturbine).
L'AS350 a donné naissance à une version dotée d'un anti-couple de type fenestron, et rebaptisée Eurocopter EC130-B4 puis renommée Airbus Helicopters H130. Produit sous licence au Brésil sous l'appellation Helibras (en) HB.350 Esquilo, l'AS350 a également servi de support à la création du Changhe Z-11 chinois, en partenariat avec Changhe Aircraft Industries Corporation.

## Historique
Alors que la Gazelle avait remplacé l'Alouette II sur le marché militaire, le bureau d'études de l'Aérospatiale chercha au début des années 1970 à lui trouver un successeur sur le marché civil, en mettant l'accent sur trois points : le coût d'exploitation, le niveau de bruit et celui des vibrations. Dès sa conception, le nouvel hélicoptère fut dessiné pour affronter la concurrence, en particulier le Bell 206. Le résultat fut un appareil très simple, mais très fiable, faisant largement appel aux matériaux composites : tête de rotor « Starflex », poutre supportant l'anti-couple bipale en fibre de verre, éléments du fuselage… Considéré comme la quatrième génération des hélicoptères développés en France, après l'Alouette II, le Puma et le Dauphin, cet appareil a aussi fait appel à des techniques de très grande production inspirées de celles de l'automobile. Le dessin de l'appareil est classique et la cabine aménagée pour deux pilotes sur des sièges individuels et trois ou quatre passagers sur une banquette arrière, mais de nombreuses options d'aménagement sont possibles. Appelé au départ Alouette Affaires, le nom
d’Écureuil lui sera attribué en mars 1976.
Le prototype AS350-001 [F-WTNB] effectua son premier vol le 27 juin 1974, piloté par Daniel Bauchart et Bernard Certain, équipé d'un turbomoteur Avco-Lycoming LTS101 de 592 ch entraînant le nouveau rotor « Starflex ». Il a été suivi, le 14 février 1975, de l'AS350-002 [F-WVKI], équipé d'un turbomoteur Turbomeca Arriel 1B de 641 ch, moteur développé spécialement pour les hélicoptères de petit tonnage. Ce dernier modèle fut certifié le 27 octobre 1977.
C'est un Écureuil B3 de série, néanmoins légèrement modifié, d'un poids à vide de 1 275 kg avec certains éléments de la cabine, comme les sièges passagers, enlevés pour gagner environ 120 kg, un moteur de 860 chevaux et un rotor de 10 m de diamètre qui a réussi le 14 mai 2005 à se poser au sommet de l'Everest, l'exploit ayant été réitéré le lendemain. Le pilote français Didier Delsalle est parvenu, à deux reprises, à se poser et à redécoller quelques minutes plus tard. Pour que la Fédération aéronautique internationale enregistre ce record, il a dû rester deux minutes minimum en statique posé sur le sommet, critère rempli puisqu'il est resté environ quatre minutes à chaque fois. Dans les jours précédant le record, le pilote s'est entraîné en se posant sur le Col Sud (7 904 mètres), et a aussi secouru deux alpinistes japonais en difficulté à une altitude de 4 877 mètres.
Le 28 novembre 2005, Eurocopter a livré à la police sud-africaine le trois-millième Écureuil monomoteur construit, un AS350 B3. Le constructeur en a profité pour annoncer qu'à cette date il avait vendu 3 719 Écureuils, ces machines totalisant 15 millions d'heures de vol effectuées par 1 531 opérateurs dans 91 pays. En 2010, le cinq-millième est livré à une société française, un AS350 B3.
En 2015 la désignation commerciale de cet aéronef a été modifiée en Airbus Helicopters H125. C'est ainsi qu'il est désormais commercialisé.
En 2019, le plus ancien hélicoptère Airbus en service est un Écureuil AS350 BA livré en 1991 à une compagnie d'Hawaï.
En septembre 2022, plus de 5 350 exemplaires sont en service sur les plus de 7 000 construits. Ceux-ci ont accumulé plus de 37 millions d’heures de vol.

## AS350 Écureuil: monomoteur
- AS350 B Écureuil : Après une présérie de 8 appareils lancée fin 1977, cette première version équipée d'une turbine Arriel 1B est apparue en 1978, la livraison du premier appareil de série ayant lieu en juillet 1978. L'Écureuil ne parvint pas à remplacer SA-316B et SA.319B mais fut plutôt perçu par les utilisateurs européens comme un appareil complémentaire aux Alouette et Lama. Cet hélicoptère conçu pour le marché civil n'intéressait pas non plus les militaires, même si la gendarmerie nationale française a acheté 30 AS350 B.
  - AS350 BA Écureuil : Certifiée le 26 novembre 1991, cette version devait initialement désigner les SA.350B rééquipés avec les pales larges du SA.350B2, autorisant une masse maximale au décollage supérieure de 150 kg (2 100 kg). Ce modèle fut pourtant produit en série de 1992 à 1998.
  - AS350 BB Squirrel : Hélicoptère d'école destiné aux besoins de la RAF (Squirrel HT.1) et de l'Army Air Corps (Squirrel HT.2).
- AS350 B1 Écureuil :Certifié le 9 janvier 1986, ce nouveau modèle est équipé d'une turbine Arriel 1D de 684 ch et de la boite de transmission principale de l'AS355 Écureuil 2. Optimisé pour les missions en altitude ou climats tropicaux, cette version connut un franc succès grâce à une amélioration sensible des performances et une masse au décollage accrue de 250 kg (2 200 kg).
- AS350 B2 Écureuil : Modèle certifié 26 avril 1989 avec une turbine Arriel 1D1 de 700 ch, le rotor principal et l'anti-couple de l'AS.355 Écureuil 2. Commercialisé en Amérique du Nord comme SuperStar. Masse au décollage de 2 250 kg.
- AS350 B3 Écureuil : Version hautes performances de l'Écureuil avec une turbine Turbomeca Arriel 2B de 847 ch et système FADEC. Le prototype a effectué son premier vol le 3 mars 1997 et a été certifié le 24 décembre 1997. Les livraisons ont commencé en janvier 1998. Cette dernière version a battu en 2005 un certain nombre de records de vitesse ascensionnelle[9] (3 000 m en 2 min 21 s, 6 000 m en 5 min 6 s et 9 000 m en 9 min 26 s), avant de réussir le plus haut posé du monde au sommet de l'Everest (8 849 m) le 14 mai 2005[10], piloté par Didier Delsalle[11].
- AS350 B3+ Écureuil : Équipé de la turbine Turboméca Arriel 2B1.
- AS350 B3e : Certifié en 2011. Équipé de la turbine Turboméca Arriel 2D. Renommé H125.
- Helibras HB.350B Esquilo : À partir de 1979 la firme brésilienne Helibras a commencé à assembler sous licence des HB.350B Esquilo.
- AS350 C AStar : Certifié le 2 septembre 1977. Équipé d'une turbine Lycoming LTS 101.600A-1 ce modèle destiné spécifiquement au marché nord-américain a connu dès son lancement aux États-Unis en 1978, un succès remarquable avec plus de 300 exemplaires commandés la première année.
- AS350 D Astar : Certifié le 4 juillet 1978 il est équipé d'une turbine Lycoming LTS-101-600A2. Nouvelle version destinée au marché américain, moteur plus puissant.
- AS350 L Écureuil : Version militaire du AS350 B apparue en 1984 avec une turbine Arriel 1D de 684 ch (AS.350L1) ou 1D1 de 724 ch (AS.350L2). En 1990, les AS350 L sont devenus AS550 U.
- H125 : Reprend le modèle du B3. Eurocopter ajoute au niveau du rotor de queue 2 masselottes. Le turbomoteur est remplacé par une turbine Turbomeca Arriel 2D ayant un TBO (Time Between Overhaul) de 4 000 h. Ce changement permet théoriquement des demandes plus rapides en puissance, mais du fait de la faible modification du rotor de queue, cela est moins vrai en réalité. Il n'y a pas de servocommande double corps comme l'EC130 B4 plus largement destinée au transport de passagers. Par conséquent, il n'y a qu'une seule pompe hydraulique et une seule bâche hydraulique (Pour l'EC130 B4, 2 pompes hydrauliques et 2 bâches hydrauliques).
- AS350Z ou AS351 : modèle expérimental qui réalise son 1er vol le 6 février 1987 et intègre notamment un rotor anticouple à Fenestron ainsi que des patins carénés. Immatriculé F-WGMQ il a été conçu par transformation de l'AS350B no 1013[12].
- AS350G : 1er vol le 5 août 1981. Il est équipé d'une turbine Allison C-30. Certifié un an plus tard, il ne sera pas produit. Il a été conçu par transformation de l'AS350 No 1448.

## AS355 Écureuil 2: bimoteur

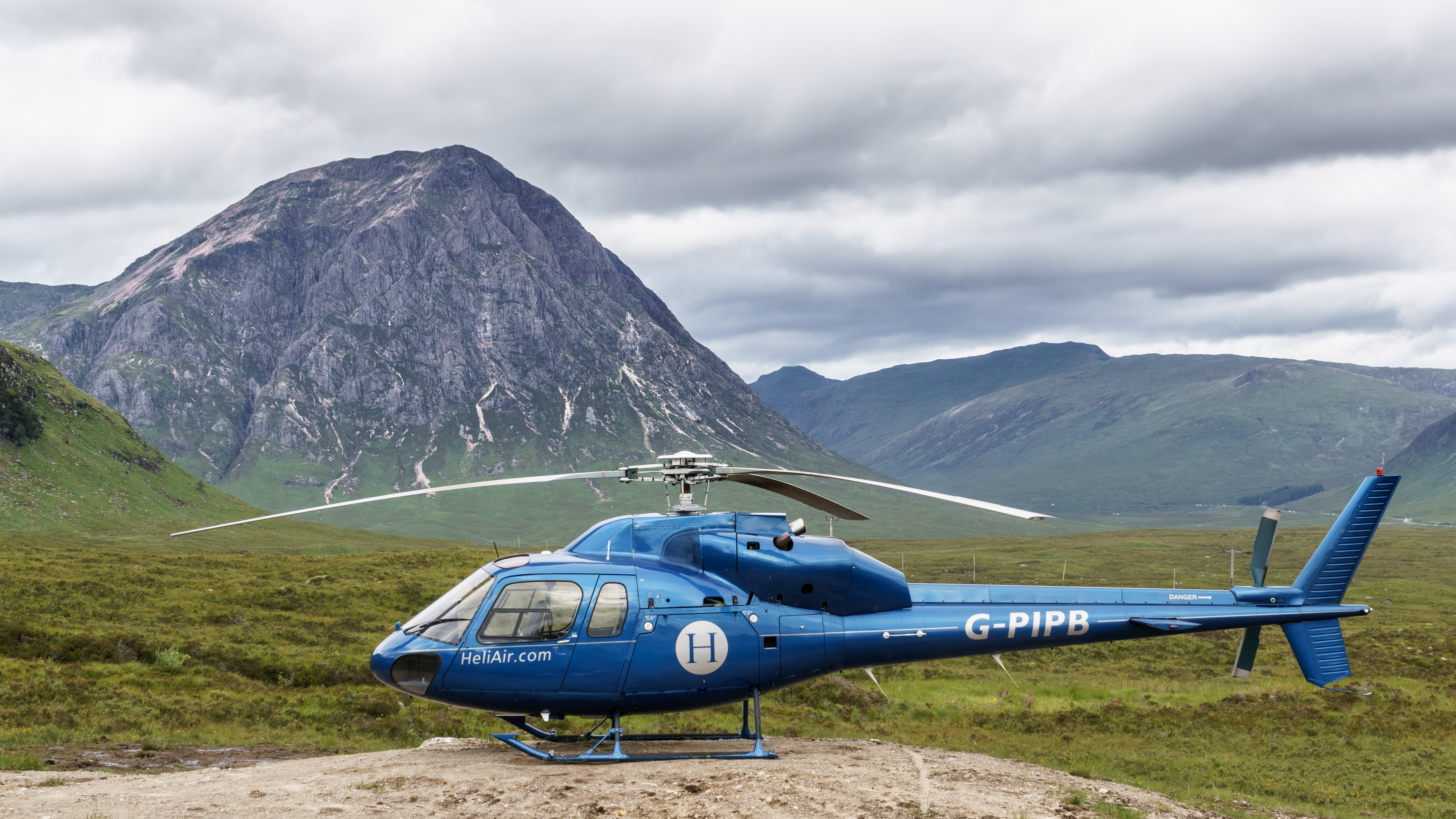
Aérospatiale AS355-F1 devant la montagne Buachaille Etive Mòr en Écosse.

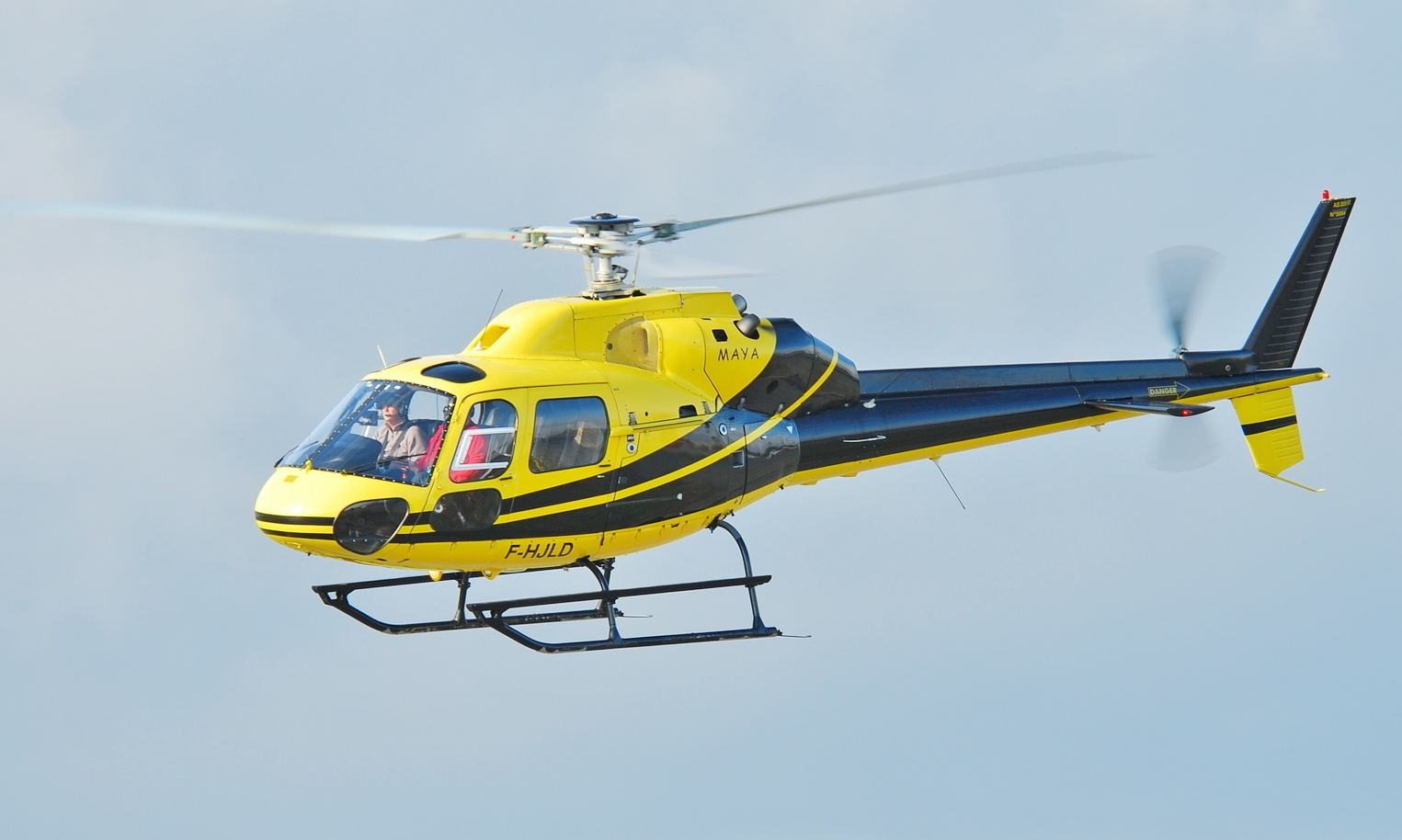
Aérospatiale AS355-F2 à l'aéroport de Toulouse-Blagnac (LFBO).

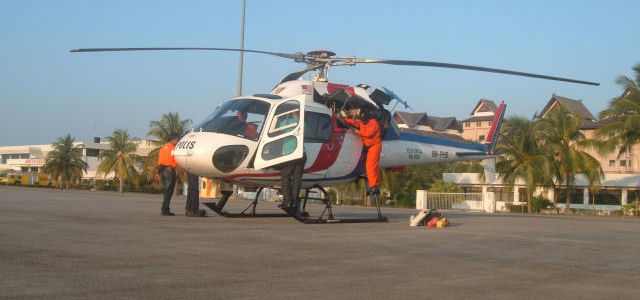
Un Écureuil AS355-N de l'unité aérienne de la police royale malaisienne à Langkawi.

- AS355 Écureuil 2 : Dès 1978 fut lancé à la demande du marché américain le développement d'une version bimoteur IFR de l'Écureuil, le premier des deux prototypes [F-WZLA] prenant l'air le 28 septembre 1979 avec des moteurs Allison 250-C20F de 420 ch entraînant au moyen de deux boites de transmission couplées un rotor à pales en matériaux composites. Le second prototype prit l'air dès le 13 novembre et la production fut lancée après 122 heures d'essais en vol seulement. En mai 2000, on comptait déjà 592 Écureuils bimoteur en service dans le monde.
- AS355 E Écureuil 2 : Certifiée le 24 octobre 1980. Première version de série, commercialisée aux États-Unis comme TwinStar. Masse au décollage de 2 100 kg.
- AS355 F Écureuil 2 : Certifiée le 14 avril 1981. Évolution du précédent, introduit début 1982 avec profil des pales et corde changés. Masse au décollage de 2 300 kg.
  - Helibras HB.355F : Modèle produit sous licence au Brésil.
- AS355 F1 Écureuil 2 : Certifiée le 9 mai 1983. Remplace en janvier 1984 l'AS355 F sur les chaînes. Masse au décollage de 2 400 kg.
- AS355 F2 Écureuil 2 : Certifiée le 12 décembre 1985, cette nouvelle version se caractérise par des pales plus larges et une prise d'air redessinée permettant son dégivrage. Masse au décollage de 2 540 kg.
- AS355 M Écureuil 2 : Équivalent biturbine de l'AS350 L.
- AS355 N Écureuil 2 : Nouvelle version motorisée avec deux Turbomeca TM 319 Arrius 1A gérés par système FADEC. Cette version a été certifiée en France le 13 janvier 1989 et les livraisons ont débuté en 1992, année de la certification américaine. Masse au décollage de 2 600 kg.
  - Hélibras HB.355N : Modèle produit sous licence au Brésil.
  -  Twin Squirrel HCC1 : Hélicoptère de transport léger destiné à la RAF, version de l'AS355 N avec turbines Allison 250-C20R.
- AS355 NP Écureuil 2 : Certifiée le 15 février 2007, cette nouvelle version est équipée de 2 Arrius 1A1 couplé à la transmission de l'AS350 B3, ce qui permet de porter la masse maximale autorisée au décollage à 2 800 kg.

## AS550 Fennec: version militaire
Le 1er janvier 1990, Aérospatiale a modifié le système de désignation de ses productions, les appareils militaires étant identifiés par le chiffre 5. L'AS350 monomoteur est donc devenu AS550. Puis, en janvier 1992 la firme EADS, formée par fusion de la division hélicoptère de l'Aérospatiale et de la société allemande MBB, a rebaptisé Fennec les Écureuils militaires. Sont alors apparus les nouveaux modèles suivants :
- AS550 A2 Fennec : Version monomoteur armée.
- AS550 A3 Fennec : Version monomoteur armée.
- AS550 C2 Fennec : Version monomoteur de lutte anti-char.
- AS550 C3 Fennec : Version monomoteur d'attaque et de lutte anti-char. Parmi les nombreuses options d'armement citons un canon Giat M621 de 20 mm, des pods de mitrailleuses FN Herstal TMP twin de 7,62 mm ou 12,7 mm, des conteneurs de roquettes Thomson-Brandt 68.12 (12 roquettes de 68 mm) ou Forges de Zeebrugge (en) (7 roquettes de 70 mm), le système anti-char ESCO HeliTOW…
- AS550 M2 Fennec : Version navale monomoteur, non armée.
- AS550 S2 Fennec : Version navale monomoteur, armée.
- AS550 U2 Fennec : Version monomoteur utilitaire (ex-AS.350L2).
- AS550 U3 Fennec : Version monomoteur utilitaire.
- AS555 AN Fennec : Version bimoteur armée, pouvant recevoir un canon de 20 mm Giat M621, un système de tir T-100 et des missiles air-air Mistral, mais aussi des roquettes en conteneur (Voir AS.550C3).
- AS555 MN Fennec : Version navale bimoteur de surveillance et d'observation, non armée avec radar Telephonics RDR-1500B monté sous la pointe avant.
- AS555 SN Fennec : Version navale bimoteur de recherche et de lutte ASM équipée d'un radar Telephonics RDR-1500B monté sous la pointe avant, mais emportant aussi une torpille légère, ou un système Over-The-Horizon Targeting (OTHT)
- AS555 UN Fennec : L'ALAT a commandé 18 exemplaires de cet appareil utilitaire bimoteur pouvant aussi assurer les missions d'entraînement au vol IFR.

## Des remotorisations
L'Écureuil est un des premiers hélicoptères à avoir fait l'objet de remotorisations à échelle industrielle, les principaux modèles étant les suivants : 
- Soloy Super D : AS350 BA remotorisé avec une turbine LTS101-600A-3A.
- Soloy Super D2 : AS350 B2 remotorisé avec une turbine LTS101-700D-2.
- Soloy Allstar : AS350 BA remotorisé avec une turbine Rolls-Royce 250-C30M.
- Heli-Lynx 350FX1 : AS350 BA remotorisé avec une turbine LTS101-600A-3A.
- Heli-Lynx 350FX2 : AS350 BA ou AS350B2 remotorisé avec une turbine LTS101-700D-2.
- Otech AS350BA+ : AS350 BA remotorisé avec une turbine LTS101-600A-3A.

## Utilisateurs militaires et gouvernementaux

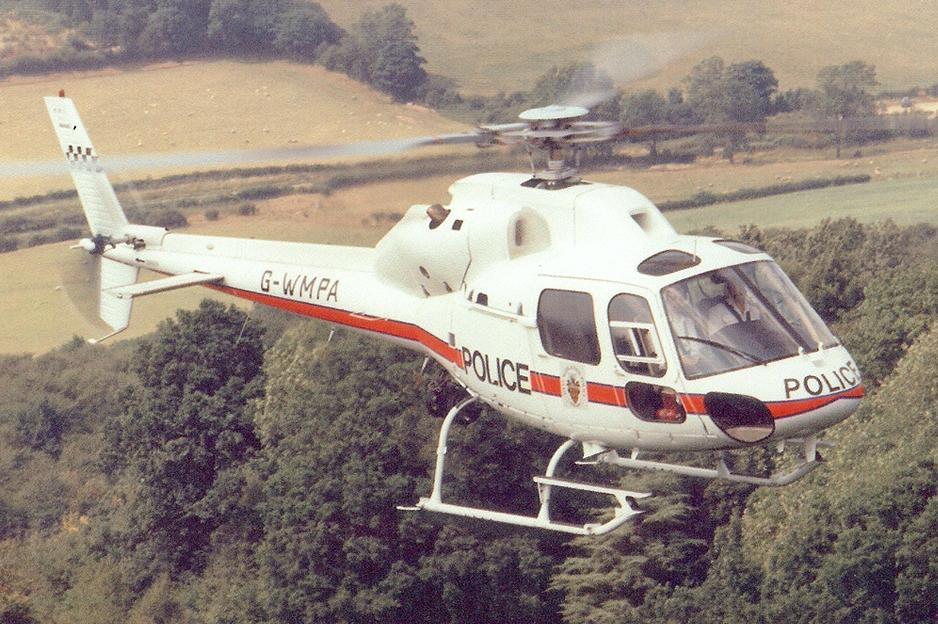
Un AS355-N Écureuil de la police des Midlands de l'Ouest en Angleterre.

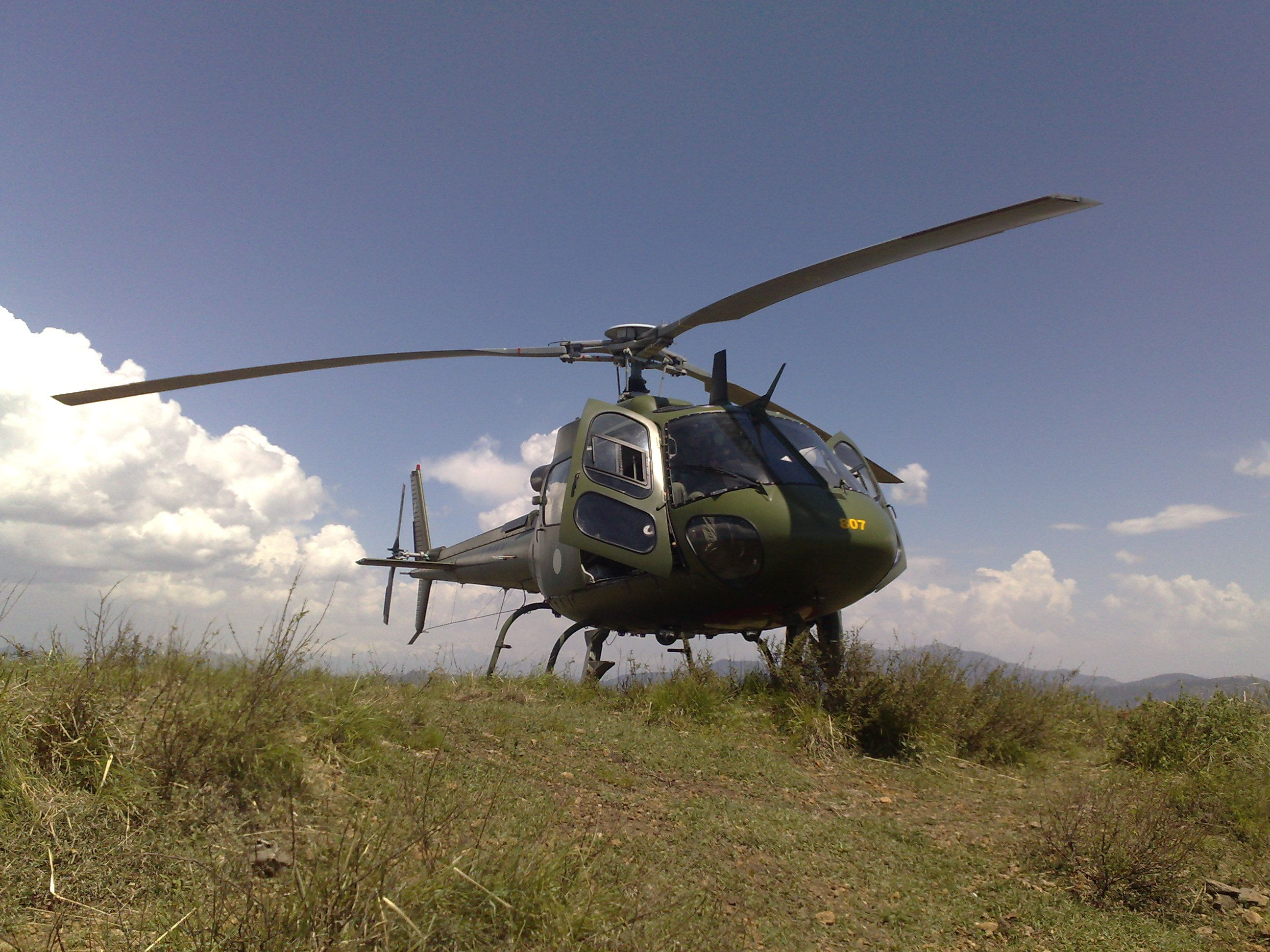
Un Écureuil de l'armée pakistanaise lors de la Seconde bataille de Swat en 2009.

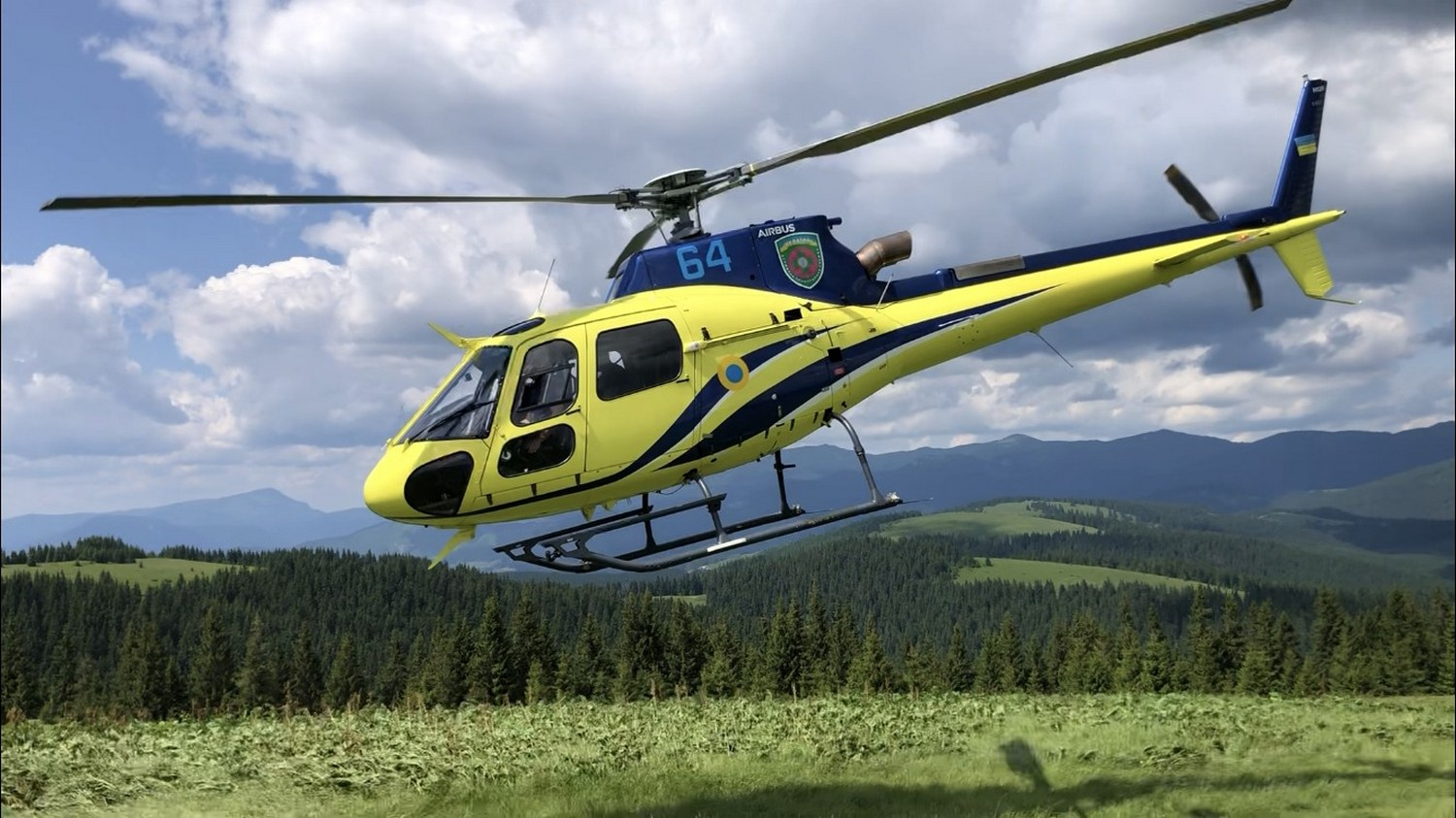
AS350-B3 Service national des gardes-frontières d'Ukraine.

- Albanie : 3 AS350 B Écureuil ont été livrés à la première escadrille du 4050e Régiment basé à Tirana et sont utilisés avec immatriculation civile [ZA-HTA/C] pour des missions de transport VIP.
- Algérie : Une dizaine d'AS350 B et AS355 F2 semblent avoir été livrés à la Force aérienne algérienne, tandis que le gouvernement algérien a pris livraison de 8 AS355 N (7T-WUR/W et Y/Z) pour les déplacements officiels. 4 AS355 N [7T-WVM et X/Z] ont été également livrés à la gendarmerie.
- Allemagne :
- Arabie saoudite :
- Argentine : 4 AS355 SN ont été livrés à l'Aviacion Naval à partir du 5 mars 1996. Une dizaine de Fennec devraient remplacer les SA316 B Alouette III de la Première escadrille Aéronavale stationnée à la BA Comandante Espora de Bahia Blanca.
- Australie : Le No 5 Squadron de la RAAF a reçu 18 AS350 B Écureuil destinés aux missions d'entraînement et SAR, tandis que le 723 Squadron des forces aériennes de la marine australienne disposait, en mars 2016, de 13 AS350 B à Nowra[14] qui ont été retirés du service le 1er décembre 2017, après 33 ans d'exploitation[15].
- Bénin : La Force aérienne du Bénin a reçu 3 AS350 B (un perdu sur accident), tandis que l'armée de terre a reçu le premier des 5 exemplaires qu'elle a commandé le 10 août 2001.
- Botswana : La Botswana Defence Force a pris livraison de 5 AS350 B en 1985 et 3 AS350 BA en 2001 pour équiper l'escadrille Z21 de Melepolole. Un appareil a été perdu sur accident le 19 avril 2006. La police a ensuite commandé 3 AS350 B3 pour sa nouvelle unité d'appui aérien (Police Air Support) le 13 septembre 2007.
- Brésil : 30 UH-50 (HB-350B Esquilo) [8760/89] ont été livrés en 1986/87 par Hélibras (en) pour succéder aux Bell H-13G/H de la FAB. Destinés principalement aux missions SAR, ils ont été répartis entre les 4°, 8° et 11° Grupo de Aviação et le 1° Grupo de Defensa Aérea. 11 AS355 M ont ensuite été livrés par l'Aérospatiale, soit 8 CH-55 [8810/17] destinés aux missions d'attaque et de reconnaissance pour le 1°/8° GAv de Belém et 3 VH-55 [8818/20] pour le Grupo de Transporte Especial de Brasilia. Pour sa part la marine brésilienne a reçu 11 monomoteurs UH-12 (AS550 U2) et 9 bimoteurs UH-13 (AS355 F2) affectés aux unités de servitude 1, 3, 4 et 5.
- Burkina Faso : 1 AS350 B Écureuil était en compte par la Force aérienne du Burkina Faso en 1999.
- Burundi : 2 AS350 B Écureuil dont un seul en état de fonctionner, notamment utilisés lors de la guerre contre les rebelles[Lesquels ?].
- Cambodge : L'escadrille de transport ministérielle utilise plusieurs AS.350B.
- Chili : En janvier 2002 la Brigade d'aviation de l'armée chilienne a acheté à un opérateur civil 2 AS.350B destinés aux missions de reconnaissance, une vingtaine d'appareils, achetés directement auprès d'EADS, devant ensuite remplacer les SA.315L Lama encore en service. La marine chilienne a acheté deux Airbus Helicopters H125 en 2019 afin de servir comme hélicoptères d'entraînement[16].
- Chine : Version chinoise : Changhe Z-11, destiné à l'armée de terre.
- Colombie : La marine colombienne a pris livraison en 1999 d'un AS355 SN [ARC 203] qui est embarquée sur la corvette Almirante Padilla.
- Comores : 1 AS350 B Écureuil livré mi-1987.
- Danemark : 12 AS550 C2 Fennec ont été livrés en 1990/91 à la compagnie d'hélicoptères anti-char de l'armée danoise, stationnée à Vandel. Équipés de missiles BGM-71 TOW, ils ont été transférés à Kastrup le 2 juin 2003 pour former l'escadrille 724 de l'aviation militaire danoise.
- Djibouti : 2 AS355 F Écureuil 2 commandés en 1983.
- Émirats arabes unis : 14 AS350 B Écureuil ont été commandés en 1999 pour les missions d'entraînement et SAR, mais en 2000, une nouvelle commande a porté sur 6 AS555 C3 Fennec destinés à remplacer en 2005 les précédents appareils. Les AS350 B ont soit été repris par Eurocopter soit transférés à la Jordanie.
- Équateur : 4 AS350 B livrés en 1986 au Groupe aérien 45 de Quito, un seul semblant encore en service en 1994. Une commande a été passée en 2010 par le gouvernement équatorien portant sur 7 hélicoptères AS550 C3 "Fennec" et 2 AS350 B2, dont les livraisons s'étaleront jusqu'en fin 2015[17]
- Fidji : 1 AS555 F2 Écureuil 2 acheté en 1989 [DQ-FGH] a été utilisé pour des missions de transport sanitaire, VIP et SAR depuis Suva. Il a été revendu en mars 1996.
- France : 
  - Armée de l'air française : Les AS.355F de l'Armée de l'air ont été versés à l'ETE 00.043 Medoc de Bordeaux-Mérignac et sont utilisés pour les missions d'entraînement et de liaison, tandis que les AS555 AN sont répartis entre les ETOM 050 (La Réunion), ETOM 052 (Nouméa), ETOM 058 (Fort-de-France), ETOM 088 (Djibouti), ET 01.062 Vercors (Creil), les 6 escadrilles de l'EH 067, l'EHOM 68 (Kourou) et le CIEH 341 de Toulouse-Francazal. Un AS555 AN de l'EH 05.067 a été perdu sur accident le 29 janvier 2004.
  - ALAT : Les 17 AS555 Fennec de l'ALAT sont affectés à la 6e escadrille d'hélicoptères de manœuvre de l'École d'Application du Luc, utilisés pour l'entraînement et les missions de liaison.
  - Gendarmerie nationale : 26 AS350 B en 2014, 16 prévu fin 2018[18].
- Gabon : Un AS350 B était en service dans l'Armée de l'air en 1984.
- Royaume-Uni : 2 AS355 F1 ont été loués en avril 1996 à Air Hanson pour remplacer les Gazelles du No 32 Sqdn à RAF Northolt. Cette location s'est achevée en 1999, mais 38 AS350 BB Squirrel HT.1 ont été commandés pour l'école de pilotage d'hélicoptères du Ministère de la Défense exploitée par une entreprise privée, FBS Ltd. Ces appareils sont entrés en service en 1997.
- Guinée : Un AS350 B [3X-GBF] affecté à l'escadrille de liaison de Conakry et utilisé avec une immatriculation civile.
- Islande :
- Jamaïque : L'escadrille no 3 Viper d'Up Park Camp à Kingston a reçu 4 AS355 N en 1999, 2 étant destinés au transport VIP et 2 à la lutte anti-drogue.
- Kurdistan : 2 AS350B livré en mai 2015 à une unité antiterroriste[19].
- Madagascar : Un livré le 07 mai 2019 et trois autres exemplaires le 24 juin 2019.
- Malaisie : Après avoir loué à un opérateur civil local 2 Écureuils, 6 AS550 SN Fennec ont été commandés le 13 avril 2001 par la Marine pour remplacer les Westland Wasp HAS.1 et assurer la formation des pilotes des Super Lynx. Pouvant embarquer sur les frégates de la classe Lekiu, ils ont été affectés au 502 Skuadron de Lumut, le dernier [502-6] étant livré le 4 mars 2004.
- Malawi : 2 AS350 et 1 AS355 livrés en 1999 à l'Escadrille aérienne de l'armée du Malawi.
- Maldives :
- Mali : 1 AS350 B livré à la Force aérienne.
- Maroc : exploité généralement par le Groupement aérien de la gendarmerie royale.
- Maurice : 1 AS350 SN livré à la police mauricienne par HAL en février 2001 pour la surveillance des côtes.
- Mexique : 4 AS555 AF Fennec livrés en 1992 à la marine mexicaine.
- Népal : La 11e Brigade de l'armée népalaise a reçu en 2002 un AS350 B2 [RAN 33] pour les missions de transport et de sauvetage.
- Pakistan : 10 AS350 B3 [2801/10] ont été commandés à Eurocopter en 2004, les deux premiers arrivant à Karachi en juin 2006.
- Paraguay : 4 HB-350B ont été livrés par Hélibras (en) en 1985 au Groupe Aérien d'Hélicoptères de Campo Grande. 3 étaient encore en service en 1999.
- Pérou : L'escadron d'hélicoptères 332 de Lima-Callao utilise des AS350 B.
- République centrafricaine : un AS.350B a été livré en 1987 pour les déplacements présidentiels.
- Rwanda : 2 AS350 B livrés à la Force aérienne rwandaise et utilisés pour la surveillance des frontières dès 1990.
- Sierra Leone : 2 AS355 F Écureuil 2 ont été livrés en 1984 et sont utilisés sous immatriculation civile par le ministère de la Défense.
- Singapour : 10 AS550 C2 équipés de missiles TOW ont été livrés au 123 Sqdn Red Hawk et 10 AS555 U2 au 124 Sqdn Flaming Arrow. En 2004 le 123 Sqdn a entrepris sa conversion sur AH-64D et les Fennec ont été regroupés au sein du 124 Sqdn avec espoir d'en revendre une partie à la Nouvelle-Zélande. Début 2007, il ne restait plus que 3 AS.550U2 [213, 218, 219] et 7 AS.550C2 [201, 202, 204, 206, 207, 208 et 209] en service.
- Suisse : 
  - Air Glaciers : 2 AS350 B2 et 7 AS350 B3[20]
  - Air Zermatt : 5 AS350 B3[21]
  - Police cantonale zurichoise (de) : 1 AS350 B
- Tunisie : 6 AS350 B sont en service à l'escadrille 32 de Bizerte-Karouba.
- Ukraine : 24 H125 commandés en juillet 2018 et adaptés pour des missions de recherches et secours, de sécurité civile, et de services médicaux d'urgence[22]; les deux premiers sont livrés au ministère de l'intérieur le 3 janvier 2020[23].
- Uruguay : En 2006, la marine uruguayenne a loué à la marine brésilienne un UH-13 devant être embarqué sur le dragueur de mines General Artigas (ROU 04).

## Accidents
- C'est l'accident d'un AS350 Écureuil, probablement dû aux conditions météorologiques difficiles, qui coûta la vie à Daniel Balavoine et Thierry Sabine, le soir du 14 janvier 1986 en marge de la huitième édition du Paris-Dakar[24]. Au total on compte 5 victimes, dont le pilote, une journaliste et un technicien radio.
- Le 12 novembre 2001, un hélicoptère Eurocopter AS350 affrété par Fishtail Air s'est écrasé lors d'un vol entre la base militaire de Gamgadhi et Surkhet, dans l'ouest du Népal. L'accident a tué les 6 passagers et membres d'équipage à bord, dont la princesse Prekshya Shah (en) du Népal.
- Le 8 juin 2004, un hélicoptère mono-turbine Eurocopter de type AS350B Ecureuil, propriété de la société Heli Air Monaco (société HAM), qui réalisait un transport de passagers entre Nice et Monaco, s'est abîmé au large du Cap Ferrat et a entraîné la mort du pilote ainsi que de tous les passagers.
- En 2007, le pilote automobile Colin McRae perdit la vie, lors d'un crash dans sa propriété en Écosse, avec trois autres personnes dont son fils de cinq ans[25].
- Le 10 septembre 2009 près de Digne en France : un hélicoptère bombardier d'eau du Secours aérien français affrété pour l’été par le SDIS de Digne s’est écrasé après avoir vraisemblablement heurté une ligne moyenne tension alors qu’il pompait de l’eau dans la rivière Bléone, blessant le pilote[26].
- Le 10 juin 2012, près de Nairobi (Kenya) un hélicoptère de la police kenyane (5Y-CDT) s'est écrasé, provocant la mort du ministre de l'intérieur kenyan George Saitoti[27].
- C'est lors de la collision en vol entre deux hélicoptères AS350 Écureuil qui s'est produite le 9 mars 2015 vers 17 h locales (20 h UTC1) à proximité de Villa Castelli en Argentine, lors du tournage de l'émission de téléréalité Dropped, que la navigatrice Florence Arthaud, la nageuse Camille Muffat et le boxeur Alexis Vastine ont perdu la vie[28]. Au total 10 victimes dans cet accident, les deux pilotes, 5 personnes de la production et les 3 sportifs participant à l'émission.
- Le 11 mars 2018 un AS350B2 Écureuil s'abîme dans les eaux new-yorkaises de l'East River. Les cinq passagers décèdent, mais le pilote survit à l'accident[29].
- Le 7 mars 2021, le député Olivier Dassault, fils ainé de Serge Dassault, meurt dans l'accident d'un hélicoptère AS350 Écureuil, à Touques près de Deauville. Il était alors âgé de 69 ans[30]. Le rapport d'enquête du BEA conclut à une collision avec un arbre au décollage[31].
- Le 11 juillet 2023, un AS350 de la compagnie Manang Air s'est écrasé à Chihandanda dans le district de Solukhumbu au Népal. Les 6 personnes à bords sont mortes[32].

## Culture populaire
Sauf indication contraire, les informations mentionnées dans cette section peuvent être confirmées par le générique de fin de l'œuvre audiovisuelle présentée ici, ainsi que par la base de données cinématographiques IMDb,  présente dans la section « Liens externes ».L'hélicoptère apparaît dans de très nombreux films, séries télévisées et documentaires :
- 2008 : Dans le film Les Randonneurs à Saint-Tropez (scènes tournées sur l'aéroport de St-Tropez).
- 2018 : Dans le film Mission Impossible : Fallout[33]
- 2018 à la télévision (France 3) : Dans La Carte aux trésors : Les participants empruntent régulièrement un hélicoptère de ce type pour se rendre aux endroits prévus par le concours.

## Complément